# Mouth & MacNeal
Mouth & MacNeal – holenderski duet muzyczny śpiewający w stylu pop. Twórcą duetu był producent Hans van Hemert, który w roku 1971 połączył Big Moutha (właśc. Willem Duyn, ur. 31.03.1937, zm. 4.12.2004) i Maggie MacNeal (właśc. Sjoukje van’t Spijker, ur. 5.05.1950). Big Mouth występował w latach 60. XX-wieku w wielu zespołach (m.in. Speedway, Jayjays). Maggie MacNeal z kolei próbowała swoich sił jako solistka jednak nie odnosząc większych sukcesów.
Zadebiutowali singlem "Hey You Love" (1971), który dotarł do 5 miejsca holenderskiej listy przebojów. Następne przeboje dotarły już do miejsca pierwszego "How Do You Do" (1971) i "Hello-A" (1972). Dzięki popularyzowaniu przeboju "How Do You Do" w amerykańskim radiu przez Jima Connorsa dotarł on do miejsca 8.
W roku 1974 duet reprezentował Holandię w Konkursie Piosenki Eurowizji, gdzie ich utwór "I See A Star" zajął 3 miejsce ustępując jedynie szwedzkiej grupie ABBA oraz włoskiej piosenkarce Giglioli Cinquetti, a pozostawiając w pokonanym polu Olivię Newton-John reprezentującą barwy Wielkiej Brytanii.
Duet rozpadł się w grudniu 1974 roku. Big Mouth wraz z Ingrid Kup (swoją przyszłą żoną) utworzył kolejny duet Big Mouth and Little Eve, który jednak nie odniósł większego sukcesu. Maggie MacNeal zdecydowała się natomiast kontynuować karierę solową. W roku 1980 ponownie reprezentowała Holandię na Konkursie Piosenki Eurowizji piosenką "Amsterdam" i zajęła 5 miejsce. Od roku 2000 wraz z Marga Bult (ex-Babe) tworzy duet o nazwie Dutch Divas. Big Mouth zmarł na atak serca w wieku 67 lat w dniu 4 grudnia 2004 w swoim domu w Roswinkel.

## Dyskografia
Albumy
- 1971: Mouth & MacNeal (Decca)
- 1972: Hello and Thank You (Decca)
- 1973: Pocketful Of Hits (Decca)
- 1974: Ik zie een ster (Decca)
- 1977: Die Welt der Stars und Hits (Fontana)
- 1980: The Best (Philips)
- 1981: How Do You Do/Hello-A (Philips)

Single
- 1971 Hey You Love/Rosianna (Decca)
- 1971 How Do You Do/Land Of Milk And Honey (Decca)
- 1972 Hello-a/Talk a little louder (Decca)
- 1972 Youkoulaleloupi/Let Your Life Be Lead By Love (Decca)
- 1973 Bat-te-ring-ram/Hands Up (Decca)
- 1973 Minnie Minnie/I Don't Want To Be The Richest Man On The Cemetry (Decca)
- 1973 Do You Wanna Do It/You You (Decca)
- 1974 Ik zie een ster/Liefste (Decca)
- 1974 I See A Star/My Friend (Decca)
- 1974 Ah l'amore/I Wanted To Be	(Decca)
- 1974 We're Gonna Have A Party/I Wanted To Be (Decca)
- 1981 How Do You Do/Hello-A (Philips)